# U.S. Route 425
U.S Route 425 (också kallad U.S. Highway 425 eller med förkortningen US 425) är en amerikansk landsväg i USA som går mellan Pine Bluff i Arkansas och Natchez i Mississippi. Vägen är ca 350 km lång.